# Йоаким Груево
Йоаким Груево е село в Южна България. То се намира в община Стамболийски, област Пловдив.  

## География
Село Йоаким Груево се намира на 11 km на запад от Пловдив и на 25 km на изток от Пазарджик, по пътя за град Пещера. Землището му е равнинно и плодородно, в непосредствена близост от запад и от север е река Въча. Индустриален железопътен транспорт има на 3 km. Автобусен транспорт има на 15 минути от пловдивската автогара „Юг“. В непосредствена близост е град Стамболийски.

## История
По време на османската власт селото се е казвало Каратаир, след това идва сегашното му име.
То е кръстено на известния български просветител Йоаким Груев.

## Население
Численост на населението според преброяванията през годините:
| \| Година на преброяване \| Численост \| \| --------------------- \| --------- \| \| 1934 \| 1099 \| \| 1946 \| 1548 \| \| 1956 \| 1944 \| \| 1965 \| 2406 \| \| 1975 \| 2478 \| \| 1985 \| 2932 \| \| 1992 \| 3156 \| \| 2001 \| 3032 \| \| 2011 \| 2643 \| \| 2021 \| 2505 \| |           |
| Година на преброяване | Численост |
| 1934 | 1099      |
| 1946 | 1548      |
| 1956 | 1944      |
| 1965 | 2406      |
| 1975 | 2478      |
| 1985 | 2932      |
| 1992 | 3156      |
| 2001 | 3032      |
| 2011 | 2643      |
| 2021 | 2505      |

### Етнически състав
Преброяване на населението през 2011 г.
Численост и дял на етническите групи според преброяването на населението през 2011 г.:
|                     | Численост | Дял (в %) |
| Общо                | 2643      | 100.00    |
| Българи             | 2523      | 95.45     |
| Турци               | 0         | 0.00      |
| Цигани              | 67        | 2.53      |
| Други               | 11        | 0.41      |
| Не се самоопределят | 28        | 1.05      |
| Неотговорили        | 14        | 0.52      |

## Религии
Преобладаваща религия е православното християнство. Християнската църква се намира в северната част на селото. 
На 21-ви октомври 2018 година е осветен новият храм в селото „Свети Николай Мирликийски Чудотворец“ от Пловдивския митрополит Николай. Старият храм в селото е „Свети Георги Победоносец“. 

## Културни и природни забележителности
- Река Въча – подходящо място за отдих.
- Статуя на плодородието в началото на селото откъм Стамболийски.
- Паметник на Йоаким Груев, на когото е кръстено селото, в центъра.
- Паметник на Иван Даев.
- Народно Читалище „ПРОСВЕТА – 1927“ – културното лице на селото. Основано е на 19 януари 1927 г. През годините успява да запази духа на Българските традиции, празници и култура. В Читалището се помещава библиотека с фонд около 10 000 библиотечни единици, абонамент на вестници и списания, провеждат се кръжоци по приложни изкуства, изнасят се беседи и витрини по повод бележити дати и събития. С помощта на самодейните състави ДТС „Ритъм“, ДПГ „Медени звънчета“ и ДВГ „Романтика“, то успешно участва на различни фолклорни фестивали и събори в цялата страна.
- На запад от селото е паркът-резиденция „Кричим“, по-известна като двореца „Кричим“.

## Редовни събития
Събор се провежда всяка втора събота на месец май.

## Личности
- Иван Даев – български военен летец;
- Стоян Гунчев – национален треньор по волейбол;
- Мария Николова – българска поетеса;
- Йордан Радев – боец по смесени бойни изкуства;
- Стефан Крачунов – футболист на Локомотив Пловдив;
- Пламен Крачунов – футболист на ЦСКА;
- Кристиан Василев – национален състезател по академично гребане.

## Кухня
- Кухнята е предимно традиционната българска: с много зеленчуци – домати, чушки, зеле, фасул, грах, месо – свинско, пилешко, по-рядко говеждо. Питиетата: домашна ракия, бира, уиски, вино.